# Sérgio da Rocha
Sérgio da Rocha (sinh 1959) là một Hồng y người Brasil của Giáo hội Công giáo Rôma. Ông hiện đảm trách vai trò Tổng giám mục đô thành Tổng giáo phận São Salvador da Bahia. Trước khi đến São Salvador da Bahia, ông từng đảm nhiệm nhiều vai trò khác nhau như Giám mục Phụ tá Tổng giáo phận Fortaleza (2001-2007); Tổng giám mục Phó Tổng giáo phận Teresina, Tổng giám mục đô thành Tổng giáo phận Teresina (2008-2011) và Tổn giáo phận Brasília (2011-2020). Ông cũng nguyên là Chủ tịch Hội đồng Giám mục Brasil (2015 - 2019).
Ông cũng hiện là hồng y trẻ tuổi nhất tại Brasil và là vị trẻ thứ ba trong Hồng y đoàn.

## Thân thế và tu tập
Hồng y Sérgio da Rocha sinh ngày 21 tháng 10 năm 1959 tại Dobrada, thuộc Brasil. Ông đã theo học triết học tại chủng viện giáo phận São Carlos và thần học tại Viện thần học Campinas. Ngoài ra, da Rocha sở hữu một văn bằng do Khoa Thần học Nossa Senhora da Assunçao ở São Paulo cấp về Thần học luân lý và sau đó tốt nghiệp với văn bằng tiến sĩ cùng ngành này tại Học viện Thánh Alphonsus ở Rôma.

## Linh mục
Sau quá trình tu học dài hạn tại các cơ sở chủng viện theo quy định của Giáo luật, ngày 14 tháng 12 năm 1985, Phó tế da Rocha, 26 tuổi, tiến đến việc được truyền chức linh mục. Nghi thức truyền chức được cử hành bởi Giám mục Constantino Amstalden, Giám mục Phó Giáo phận São Carlos  tại Matão, giáo phận São Carlos. Tân linh mục cũng là thành viên linh mục đoàn giáo phận São Carlos, có địa phận tại Sao Paulo.
Trong thời gian làm linh mục, linh mục da Rocha đảm nhận nhiều nhiệm vụ khác nhau: linh mục chính xứ giáo xứ Água Vermelha và điều phối viên mục vụ mgiới trẻ giáo phận São Carlos trong hai năm đầu tiên sau khi được truyền chức linh mục 1985 và 1986. Sau hai năm đầu tiên, linh mục Sérgio da Rocha được thuyên chuyển làm giáo sư triết học tại chủng viện giáo phận và giám đốc linh hướng của Viện Thần học Campinas trong hai năm sau đó (1986-1987) và đảm nhiệm nhiệm vụ này trong năm 1991.
Sau các nhiệm vụ ngắn ngủi hai năm, trong hai năm tiếp theo, ông đảm nhận vai trò Giám đốc Chủng viện Triết học São Carlos trong hai năm 1987, 1988 và đảm nhiệm nhiệm vụ này thêm trong năm 1990. Song song và xen lẫn với nhiệm vụ trên, ông còn là điều phối viên giáo phận về ơn gọi trong hai năm 1987 và 1989. Linh mục da Rocha lại đảm nhiệm một nhiệm vụ ngắn ngủi khác trong hai năm, đó là làm linh mục chính xứ giáo xứ São Carlos (1988-1989) trước khi đến giáo xứ Nossa Senhora de Fátima ở São Carlos làm linh mục chính xứ trong năm 1990.
Năm 1991, ông là điều phối viên giáo phận của mục vụ mục vụ và giám đốc của Nhà nguyện São Judas Tadeu ở São Carlo. Linh mục da Rocha cuối cùng cũng ổn định nhiệm sở với việc đảm nhận vai trò giáo sư thần học luân lý tại PUC của Campinas và Giám đốc Chủng viện thần học giáo phận trong khoảng thời gian từ năm 1997 đến năm 2001.
Ngoài các chức danh kể trên, ông còn là thành viên thành lập nhóm các phó tế vĩnh viễn và là thành viên của Hội đồng giám mục và Hội đồng tư vấn.

## Giám mục
Sau hơn 16 năm thi hành các công việc mục vụ trên cương vị là một linh mục, ngày 13 tháng 6 năm 2001, Tòa Thánh loan báo Giáo hoàng đã tuyển chọn linh mục Sérgio da Rocha gia nhập hàng ngũ các giám mục Công giáo hoàn vũ, với vị trí được trao phó là Giám mục Phụ tá Tổng giáo phận Fortaleza, Ceara và danh hiệu Giám mục Hiệu tòa Alba. Lễ tấn phon cho vị tân chức được cử hành sau đó vào ngày 11 tháng 8 cùng năm, với phần nghi thức truyền chức chính yếu được cử hành cách trọng thể bởi 3 giáo sĩ cấp cao: Chủ phong là Tổng giám mục Fortaleza José Antônio Aparecido Tosi Marques, hai vị còn lại, với vai trò phụ phong, gồm Giám mục Joviano de Lima Júnior, S.S.S., giám mục chính tòa São Carlos và Giám mục Bruno Gamberini, giám mục chính tòa Giáo phận Bragança Paulista, Sao Paulo. Tân giám mục chọn cho mình châm ngôn:Omnia in Caritate.

## Tổng giám mục
Hơn 5 năm thực hiện các công tác mục vụ tại Tổng giáo phận Fortaleza trên cương vị là một giám mục phụ tá, ngày 31 tháng 1 năm 2007, Tòa Thánh loan báo thăng Giám mục Sérgio da Rocha làm Tổng giám mục Phó Tổng giáo phận Teresina, Piaui. Ông nhanh chóng kế vị trở thành Tổng giám mục đô thành Teresina vào ngày 3 tháng 9 năm 2008.

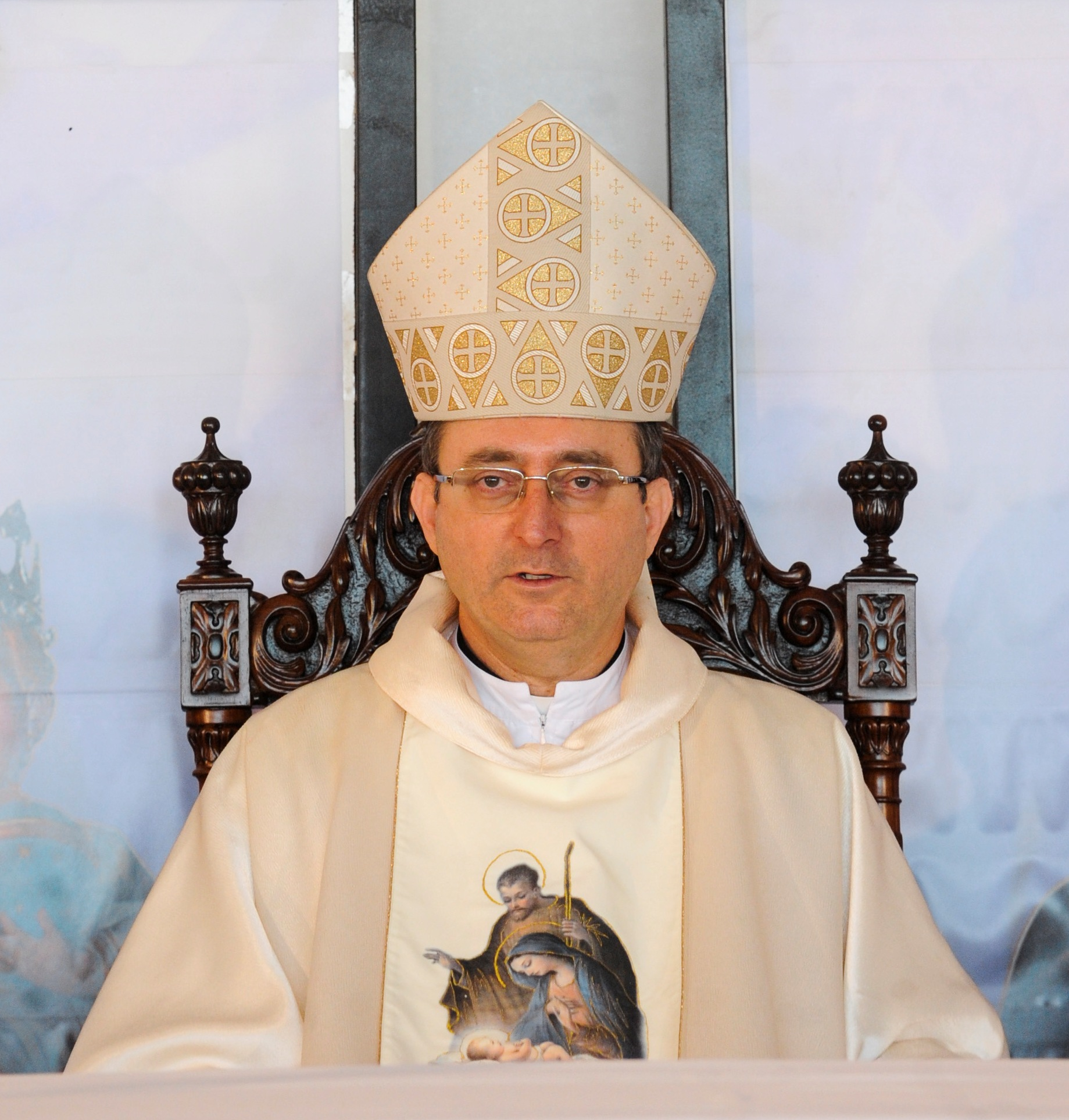
Tổng giám mục da Rocha, ảnh chụp tháng 12 năm 2011

Chưa đầy ba năm sau khi trở thành Tổng giám mục Teresina, một lần nữa, Tòa Thánh quyết định thuyên chuyển Tổng giám mục da Rocha về thủ đô Brasil, làm Tổng giám mục đô thành Tổng giáo phận Brasília, Distrito Federal vào ngày 15 tháng 6 năm 2011. Tân Tổng giám mục Brasília cử hành các nghi thức nhậm chức vào ngày 6 tháng 8 cùng năm. Từ khi được chọn cai quản giáo phận, Tổng giám mục da Rocha đã cho thành lập 11 giáo xứ mới, giới thiệu hai kế hoạch mục vụ mới cho người vô gia cư và người trẻ tuổi, cũng như thực hiện những cải cách tại chủng viện địa phương và tái cấu trúc các nhóm mục vụ. Những người thân cận cho biết vị Tổng giám mục thường sử dụng những ngày nghỉ cuối tuần đến thăm các khu vực nghèo nhất của thành phố, và cũng thường đưa ra quyết định cử hành các lễ chủ nhật tại các khu vực ở ngoại ô hơn là tại nhà thờ địa phương. Ông cũng được đánh giá với đương kim Giáo hoàng Phanxicô: da Rocha một cách tiếp cận rất mục vụ, và là một người bảo vệ lớn cho người nghèo và bị gạt ra ngoài lề xã hội.
Kể từ ngày 20 tháng 4 năm 2015, ông còn kiêm nhiệm vị trí Chủ tịch Hội đồng Giám mục Brasil và đảm nhận cưng vị này đến ngày 6 tháng 5 năm 2019. Trước đó, ông từng đảm nhận nhiều chức vụ khác nhau trong Hội đồng như: thành viên của các ủy ban: Giáo lý Bí Tích, Giáo hội Mutirão de Superação da miséria e da Fome, Học thuyết và cũng là thành viên Uỷ viên Thường trực. Ông cũng từng đảm trách nhiệm vụ Tổng thư ký khu vực và giám đốc Giáo dục thanh niên Vùng Nordeste 1. Ngoài ra, ông cũng từng đảm nhận vai trò chủ tịch khu vực Nordeste 1. Tại Liên Hội đồng Giám mục Châu Mỹ Latinh, ông từng đảm nhiệm vai trò Chủ tịch của Bộ Cổ võ Ơn gọi. Trên cương vị Chủ tịch Hội đồng, Hội đồng Giám mục Brasil (CNBB) đã lên án mạnh mẽ đề xuất cho phá thai hợp pháp để phòng tránh tật teo não ở bào thai người bị nhiễm vi-rút Zika khi giới khoa học cho rằng chúng liên quan với nhau.
Tổng giám mục da Rocha cũng dtham gia Thượng Hội đồng Giám mục Khóa 14 về chủ đề: Ơn gọi và sứ mệnh của gia đình trong Giáo hội và trong thế giới đương đại được tổ chức vào tháng 10 năm 2015.
Ngày 11 tháng 3 năm 2020, Tòa Thánh quyết định thuyên chuyển Hồng y Sérgio da Rocha làm Tổng giám mục Tổng giáo phận São Salvador da Bahia.

## Thăng Hồng y
Bằng Công nghị Hồng y năm 2016 được cử hành ngày 19 tháng 11, Giáo hoàng Phanxicô đã thăng Tổng giám mục Sérgio da Rocha tước vị danh dự Hồng y, với phẩm trật Hồng y Linh mục Nhà thờ Santa Croce in via Flaminia. Tân hồng y đã đến nhận nhà thờ hiệu tòa của mình sau đó vào ngày 23 tháng 4 năm 2017. Vào ngày được công bố trở thành hồng y, da Rocha viết trên trang Facebook của giáo phận rằng ông ngạc nhiên về quyết định của Giáo hoàng. Trong cùng ngày công bố tân hồng y, trang web của Tổng giáo phận Brasília đã bị tấn công bởi "Đội quân Tin tặc Brazil" khiến lượng khách truy cập vào trang web nhằm tìm kiếm thông tin về hồng y chỉ thấy một màn hình màu đen với biểu tượng của nhóm tin tặc và một bài hát như tụng kinh: "Tôi hút thuốc lá, tôi hút một điều, tôi hút thuốc tiếp điếu thứ hai và rối xếp lại cho người khác hút thuốc sau".